# Ulica Walerego Wróblewskiego w Katowicach
Ulica Walerego Wróblewskiego w Katowicach – jedna z ulic w katowickiej dzielnicy Bogucice. Łączy ulicę Leopolda z ul. Normy, ul. Podhalańską, ul. Wrocławską, ul. Zofii Koniarkowej. Kończy swój bieg przy zakręcie, zmieniając swoją nazwę na ul. Ryszarda.

## Opis

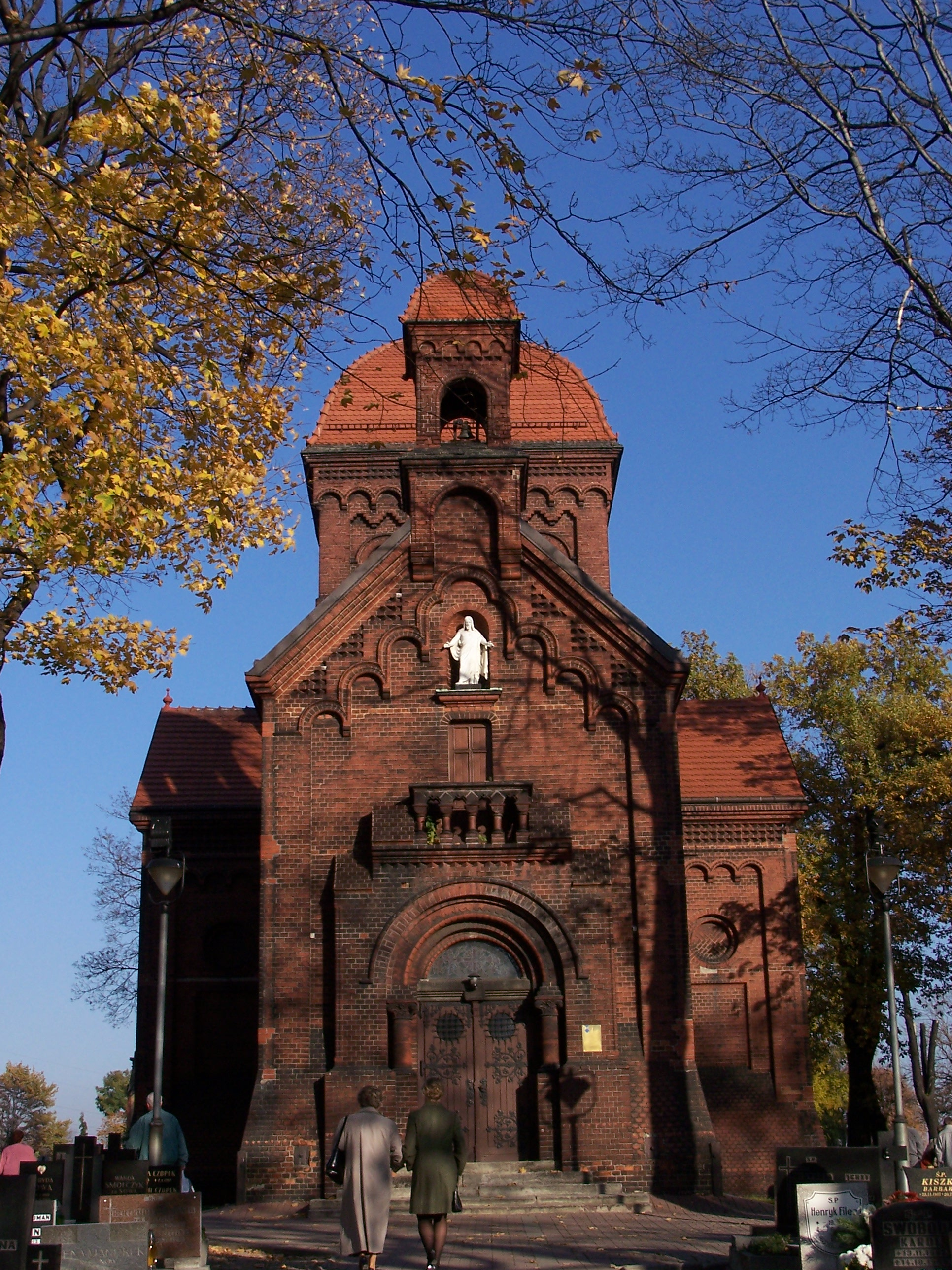
Zabytkowa kaplica NSPJ na cmentarzu parafialnym przy ul. W. Wróblewskiego

Droga istniała już w XIX wieku. W okresie Rzeszy Niemieckiej (do 1922) nosiła nazwę Tiele-Winckler Straße, w latach międzywojennych 1922–1939 ulica Wolności, w latach niemieckiej okupacji Polski (1939–1945) Zeppelinstraße. W dwudziestoleciu międzywojennym XX w. przy ówczesnej ul. Wolności 6 funkcjonowała męska Szkoła Powszechna nr 12 im. Adama Mickiewicza, a pod numerem 4 – żeńska Szkoła Powszechna nr 13 im. św. Barbary. 3 września 1973 szkoła otrzymała imię Walerego Wróblewskiego, a w 1975 obie szkoły połączono. Od 2005 patronką szkoły stała się ponownie św. Barbara.
Przy ulicy znajduje się bogucicki cmentarz parafialny, którego zarządcą jest parafia św. Szczepana. Cmentarz posiada powierzchnię 7.574 ha (7.2285 ha w granicach ogrodzenia) oraz 1.5585 ha rezerwy terenu. Ulica posiada długość 771 m i powierzchnię 4632,5 m² oraz klasę L. Ulicą na całej swojej długości kursują autobusy na zlecenie Zarządu Transportu Metropolitalnego (ZTM).
Przy ul. W. Wróblewskiego swoją siedzibę mają: Zespół Szkolno-Przedszkolny nr 4: Szkoła Podstawowa nr 13 im. św. Barbary i Miejskie Przedszkole nr 70 (ul. W. Wróblewskiego 42), firmy i przedsiębiorstwa handlowo-usługowe, oddział Polskiego Związku Wędkarskiego, wspólnoty mieszkaniowe.

## Obiekty historyczne
Wzdłuż ulicy Walerego Wróblewskiego zachowała się zabudowa z początku XX wieku.
Przy ulicy zlokalizowane są następujące historyczne obiekty:
- kaplica cmentarna pw. Najświętszego Serca Pana Jezusa – dawny kościół pielgrzymkowy, znajdująca się na bogucickim cmentarzu parafialnym; została wpisana do rejestru zabytków 26 maja 1988 (nr rej.: A/842/2021[15]); kaplicę wzniesiono w drugiej połowie XIX wieku (pojawia się także data 1910) w stylu neoromańskim[14][16][17][18] według projektu Mansuetusa Fromma[19];
- zespół cmentarny (najstarsza nekropolia Katowic[19]), który tworzą: cmentarz parafialny przy ul. W. Wróblewskiego oraz cmentarz fraterski przy ul. Podhalańskiej; w skład zabytkowego zespołu cmentarnego wchodzą: układ przestrzenny cmentarza, zespół budynków cmentarnych i małej architektury, ogrodzenie z bramami, zespół starodrzewu, zespół zabytkowych nagrobków; zespół wpisano do rejestru zabytków 4 września 1992 (nr rej.: A/1496/92); zespół cmentarza katolickiego w Bogucicach powstał pod koniec XVIII wieku, jego obecny kształt pochodzi z przełomu wieków XIX i XX[14][16][17][18][20];
- dom/budynek mieszkalny (ul. W. Wróblewskiego 3[10]), wzniesiony w 1900 w stylu historyzmu[21];
- budynek mieszkalny (ul. W. Wróblewskiego 9[10])[21];
- budynek mieszkalny (ul. W. Wróblewskiego 11[10])[21];
- dawna fabryka czekolady „Florida” (ul. W. Wróblewskiego 13[10]), budynek posiada nikłe wartości architektoniczne[22], został wzniesiony w pierwszej ćwierci XX wieku w stylu historyzmu[21];
- kamienica mieszkalna (ul. W. Wróblewskiego 17[10]), wybudowana w 1901 w stylu historyzmu[21];
- kamienica mieszkalna z końca XIX wieku (ul. W. Wróblewskiego 25), wzniesiona w stylu historyzmu[21];
- dawna fabryka mebli (ul. W. Wróblewskiego 29)[21];, obiekt utracił cechy zabytkowe wskutek przeróbek[22];
- dwie kamienice mieszkalne (ul. W. Wróblewskiego 31, 31a), wzniesione w 1900 w stylu historyzmu[21];
- kamienica mieszkalna (ul. W. Wróblewskiego 33), wybudowana w 1898 w stylu historyzmu[21];
- zespół zabudowań szkolnych z początku XX wieku (ul. W. Wróblewskiego 40/44), wzniesiony w stylu historyzmu, współcześnie przebudowany[21];
- kamienica mieszkalna (ul. W. Wróblewskiego 43), wybudowana w 1900 w stylu historyzmu[21];
- krzyż na rogu ul. W. Wróblewskiego i ul. Ryszarda, pochodzący z 1865[21], wyremontowany w 2019.